# Undead (canción)
«Undead», anteriormente conocida como Out the Way, es una canción del grupo estadounidense de rap rock Hollywood Undead. Es el primer sencillo de su álbum debut de larga duración, Swan Songs. La canción alcanzó el #10 en el Hot Mainstream Rock Tracks, #12 en el Hot Modern Rock Tracks, y #4 en el Bubbling Under Hot 100.
 
Undead fue lanzado como sencillo en 7" en el Reino Unido en HMV con Circles como segunda pista.
El riff principal de la canción es el mismo que "Crazy Train" de Ozzy Osbourne, interpretado en un sintetizador en lugar de una guitarra y adaptado a una clave diferente.
Durante el Super Bowl XLIII, un tráiler salió al aire por G.I. Joe: Rise of Cobra que incluyó a "Undead". La canción apareció en el videojuego UFC 2009 Undisputed de THQ y es parte de la banda sonora de Madden NFL 2009.
El peleador de la MMA Josh Neer la utilizó como canción de entrada durante la UFC 101.
La canción fue utilizada en la transmisión por televisión de la NBC de WrestleMania XXV, destacando la lucha entre The Undertaker y Shawn Michaels.

## Video musical
El video musical muestra pocos clips con la banda, o fotos de esta, y varias personas desnudas bailando, destruyendo y bailando mosh en varios lugares, especialmente en una habitación de un hotel. También se les puede observar levantando las manos en referencia a la "West Coast", lo cual podría confundirse con el signo de la banda Bloods de Los Ángeles.